# Liste der Kulturdenkmäler in Ortenberg (Hessen)
Die folgende Liste enthält die in der Denkmaltopographie ausgewiesenen Kulturdenkmäler auf dem Gebiet  der  Stadt Ortenberg, Wetteraukreis, Hessen.
Hinweis: Die Reihenfolge der Denkmäler in dieser Liste orientiert sich zunächst an Stadtteilen und anschließend der Anschrift, alternativ ist sie auch nach der Bezeichnung, der vom Landesamt für Denkmalpflege vergebenen Nummer oder der Bauzeit sortierbar.
Kulturdenkmäler werden fortlaufend im Denkmalverzeichnis des Landes Hessen durch das Landesamt für Denkmalpflege Hessen auf Basis des Hessischen Denkmalschutzgesetzes (HDSchG) geführt. Die Schutzwürdigkeit eines Kulturdenkmals hängt nicht von der Eintragung in das Denkmalverzeichnis des Landes Hessen oder der Veröffentlichung in der Denkmaltopographie ab.

Ortenberg besteht aus den 10 Stadtteilen Bergheim, Bleichenbach, Eckartsborn, Effolderbach, Gelnhaar, Lißberg, Ortenberg, Selters (mit Konradsdorf), Usenborn und Wippenbach.

## Bergheim
| Bild               | Bezeichnung                  | Lage                                                                        | Beschreibung                                                                      | Bauzeit                        | Objekt-Nr. |
| ------------------ | ---------------------------- | --------------------------------------------------------------------------- | --------------------------------------------------------------------------------- | ------------------------------ | ---------- |
| Bild gesucht BW    | Gesamtanlage                 | Bergheim, Gesamtanlage Bergheim Lage                                        |                                                                                   |                                | 3097 DDB   |
| Bild gesucht BW    | Wohnhaus mit Vorderbau       | Bergheim, Breitehaidsweg 3, Vordergebäude LageFlur: 1, Flurstück: 34/1      |                                                                                   | 1845 Inschrift Vorderbau       | 3098 DDB   |
| Bild gesucht BW    | Fachwerkwohnhaus             | Bergheim, Im Bleichetal 22 LageFlur: 1, Flurstück: 48                       |                                                                                   | Um 1800                        | 3099 DDB   |
| Bild gesucht BW    | Hofreite                     | Bergheim, Im Bleichetal 27 LageFlur: 1, Flurstück: 96                       |                                                                                   | Ende 17. Jahrhundert Wohnhaus  | 3100 DDB   |
| Bild gesucht BW    | Hofreite                     | Bergheim, Im Bleichetal 31 LageFlur: 1, Flurstück: 94                       |                                                                                   | Um 1800 Wohnhaus               | 3101 DDB   |
| Bild gesucht BW    | Fachwerkwohnhaus             | Bergheim, Im Bleichetal 33 LageFlur: 1, Flurstück: 93/2                     |                                                                                   | Um 1785                        | 3102 DDB   |
| Bild gesucht BW    | Doppelhaus                   | Bergheim, Im Bleichetal 38/40 LageFlur: 1, Flurstück: 80/1, 81/2            |                                                                                   | Ende 17. Jahrhundert           | 3103 DDB   |
| weitere Bilder     | Evangelische Kirche          | Bergheim, Im Bleichetal 41 LageFlur: 1, Flurstück: 155/1                    |                                                                                   | 1723–1725                      | 3104 DDB   |
| Fachwerkbau        | Fachwerkbau                  | Bergheim, Im Bleichetal 58 LageFlur: 1, Flurstück: 71                       |                                                                                   | Um 1810                        | 3105 DDB   |
| Bild gesucht BW    | Doppelhaus, Ursprung Einhaus | Bergheim, In der Burg 1 LageFlur: 1, Flurstück: 152/3                       |                                                                                   | Um 1700                        | 3106 DDB   |
| Bild gesucht BW    | Hofreite, L-förmig           | Bergheim, In der Burg 2 LageFlur: 1, Flurstück: 162                         |                                                                                   | Um 1700 Wohnhaus, 1906 Scheune | 3107 DDB   |
| Bild gesucht BW    | Fachwerkwohnhaus             | Bergheim, In der Burg 9 LageFlur: 1, Flurstück: 190                         |                                                                                   | Um 1680                        | 3108 DDB   |
| Bild gesucht BW    | Bleichenbachbrücke           | Bergheim, Bleichenbach (bei Im Bleichetal 50) LageFlur: 1, Flurstück: 139/4 |                                                                                   | Ende 18. Jahrhundert           | 3109 DDB   |
| Bleichenbachbrücke | Bleichenbachbrücke           | Bergheim, Bleichenbach (bei Wiesenstraße 19) LageFlur: 1, Flurstück: 139/4  | Stichbogige Steinbrücke zu zwei Bogen mit schlankem Mittelpfeiler mit Eisbrecher. | 19. Jahrhundert                | 3110 DDB   |

## Bleichenbach
| Bild                     | Bezeichnung              | Lage                                                                | Beschreibung | Bauzeit | Objekt-Nr. |
| ------------------------ | ------------------------ | ------------------------------------------------------------------- | ------------ | ------- | ---------- |
| Gesamtanlage             | Gesamtanlage             | Bleichenbach, Gesamtanlage Bleichenbach Lage                        |              |         | 3112 DDB   |
|                          |                          | Bleichenbach, Bahnhofstraße 1 LageFlur: 1, Flurstück: 197           |              |         | 3114 DDB   |
|                          |                          | Bleichenbach, Bahnhofstraße 5 LageFlur: 1, Flurstück: 194           |              |         | 3115 DDB   |
| Laufbrunnen              | Laufbrunnen              | Bleichenbach, Bleichstraße LageFlur: 1, Flurstück: 228              |              |         | 3116 DDB   |
| Bleichenbachbrücke       | Bleichenbachbrücke       | Bleichenbach, Bleichstraße LageFlur: 1, Flurstück: 560              |              |         | 3113 DDB   |
|                          |                          | Bleichenbach, Bleichstraße 18 LageFlur: 1, Flurstück: 276           |              |         | 3117 DDB   |
|                          |                          | Bleichenbach, Bleichstraße 23 LageFlur: 1, Flurstück: 86/3          |              |         | 3118 DDB   |
|                          |                          | Bleichenbach, Erbsengasse 1 LageFlur: 1, Flurstück: 37              |              |         | 3119 DDB   |
| Evangelische Pfarrkirche | Evangelische Pfarrkirche | Bleichenbach, Erbsengasse 3 LageFlur: 1, Flurstück: 35              |              |         | 3120 DDB   |
|                          |                          | Bleichenbach, Erbsengasse 7 LageFlur: 1, Flurstück: 32, 33          |              |         | 3121 DDB   |
|                          |                          | Bleichenbach, Erbsengasse 9/11 LageFlur: 1, Flurstück: 30/3, 31     |              |         | 3122 DDB   |
|                          |                          | Bleichenbach, Erbsengasse 13 LageFlur: 1, Flurstück: 26/1           |              |         | 3123 DDB   |
|                          |                          | Bleichenbach, Glauburgstraße 3 LageFlur: 1, Flurstück: 226          |              |         | 3124 DDB   |
|                          |                          | Bleichenbach, Glauburgstraße 9 LageFlur: 1, Flurstück: 219          |              |         | 3125 DDB   |
|                          |                          | Bleichenbach, Glauburgstraße 10/12 LageFlur: 1, Flurstück: 205, 206 |              |         | 3126 DDB   |
|                          |                          | Bleichenbach, Glauburgstraße 11 LageFlur: 1, Flurstück: 218/1       |              |         | 3127 DDB   |
|                          |                          | Bleichenbach, Glauburgstraße 13 LageFlur: 1, Flurstück: 215/2       |              |         | 3128 DDB   |
|                          |                          | Bleichenbach, Glauburgstraße 14 LageFlur: 1, Flurstück: 207         |              |         | 3129 DDB   |
| Friedhof                 | Friedhof                 | Bleichenbach, Lehengärten LageFlur: 7, Flurstück: 111               |              |         | 204117 DDB |
|                          |                          | Bleichenbach, Mittelgasse 1 LageFlur: 1, Flurstück: 10/5            |              |         | 3130 DDB   |
|                          |                          | Bleichenbach, Mittelgasse 3 LageFlur: 1, Flurstück: 11/1            |              |         | 3131 DDB   |
|                          |                          | Bleichenbach, Mittelgasse 12 LageFlur: 1, Flurstück: 44/1           |              |         | 3132 DDB   |
|                          |                          | Bleichenbach, Pfarrgasse 4 LageFlur: 1, Flurstück: 142/3            |              |         | 3133 DDB   |
| Pfarrhaus                | Pfarrhaus                | Bleichenbach, Pfarrgasse 8 LageFlur: 1, Flurstück: 147/4            |              |         | 3134 DDB   |
|                          |                          | Bleichenbach, Pfarrgasse 18/20 LageFlur: 1, Flurstück: 158, 159     |              |         | 3135 DDB   |
|                          |                          | Bleichenbach, Rathausgasse 3 LageFlur: 1, Flurstück: 60             |              |         | 3136 DDB   |
|                          |                          | Bleichenbach, Wasenstraße 20 LageFlur: 1, Flurstück: 261            |              |         | 3137 DDB   |

## Eckartsborn
| Bild            | Bezeichnung                      | Lage                                                           | Beschreibung | Bauzeit | Objekt-Nr. |
| --------------- | -------------------------------- | -------------------------------------------------------------- | ------------ | ------- | ---------- |
| Bild gesucht BW | Gesamtanlage                     | Eckartsborn, Gesamtanlage Eckartsborn Lage                     |              |         | 3138 DDB   |
| Bild gesucht BW |                                  | Eckartsborn, Lißberger Straße 1 LageFlur: 1, Flurstück: 41     |              |         | 3139 DDB   |
| Bild gesucht BW |                                  | Eckartsborn, Lißberger Straße 6 LageFlur: 1, Flurstück: 35     |              |         | 3140 DDB   |
| Backhaus        | Backhaus                         | Eckartsborn, Niddertalstraße 2A LageFlur: 4, Flurstück: 72     |              |         | 3146 DDB   |
| Bild gesucht BW | Brunnenhäuschen neben der Schule | Eckartsborn, Oberdorfstraße LageFlur: 1, Flurstück: 4/3        |              |         | 3141 DDB   |
|                 |                                  | Eckartsborn, Oberdorfstraße 9 LageFlur: 1, Flurstück: 49/1     |              |         | 3142 DDB   |
|                 |                                  | Eckartsborn, Oberdorfstraße 11 LageFlur: 1, Flurstück: 48/3    |              |         | 3143 DDB   |
| Bild gesucht BW |                                  | Eckartsborn, Unterdorfstraße 4 LageFlur: 4, Flurstück: 76/1    |              |         | 3147 DDB   |
| Bild gesucht BW |                                  | Eckartsborn, Unterdorfstraße 5 LageFlur: 4, Flurstück: 80/4    |              |         | 3148 DDB   |
| Bild gesucht BW |                                  | Eckartsborn, Unterdorfstraße 7 LageFlur: 4, Flurstück: 81/1    |              |         | 3149 DDB   |
| Bild gesucht BW |                                  | Eckartsborn, Weberstraße 8/10 LageFlur: 1, Flurstück: 65, 69/3 |              |         | 3145 DDB   |
| Altes Schulhaus | Altes Schulhaus                  | Eckartsborn, Weiherstraße 2 LageFlur: 1, Flurstück: 4/2        |              |         | 3144 DDB   |

## Effolderbach
| Bild                | Bezeichnung           | Lage | Beschreibung  | Bauzeit | Objekt-Nr. |
| ------------------- | --------------------- | --- | ------------- | ------- | ---------- |
| Bild gesucht BW     | Gesamtanlage          | Effolderbach Lage |               |         | 3150 DDB   |
| Bild gesucht BW     | Effolderbacher Tunnel | Effolderbach, Eisenbahn LageFlur: 2, 7, Flurstück: 282, 283, 284, 292, 293, 305, 306, 307, 308, 309, 310, 326, 366, 11 |               |         | 404444 DDB |
| Evangelische Kirche | Evangelische Kirche   | Effolderbach, Jahnstraße 1 LageFlur: 1, Flurstück: 34                                                                  | Evang. Kirche |         | 30585 DDB  |
| Bild gesucht BW     |                       | Effolderbach, Jahnstraße 3 LageFlur: 1, Flurstück: 37                                                                  |               |         | 3151 DDB   |
|                     |                       | Effolderbach, Nidderstraße 3 LageFlur: 1, Flurstück: 9                                                                 |               |         | 3152 DDB   |
| Bild gesucht BW     |                       | Effolderbach, Nidderstraße 20 LageFlur: 1, Flurstück: 76/3                                                             |               |         | 3153 DDB   |
| Bild gesucht BW     |                       | Effolderbach, Schulstraße 14 LageFlur: 1, Flurstück: 57                                                                |               |         | 3154 DDB   |
| Bild gesucht BW     |                       | Effolderbach, Schulstraße 16 LageFlur: 1, Flurstück: 55/2                                                              |               |         | 3155 DDB   |
| Bild gesucht BW     |                       | Effolderbach, Stockheimer Straße 1 LageFlur: 1, Flurstück: 15/1                                                        |               |         | 3156 DDB   |
| Bild gesucht BW     |                       | Effolderbach, Stockheimer Straße 11 LageFlur: 1, Flurstück: 93/5                                                       |               |         | 3157 DDB   |
| Bild gesucht BW     |                       | Effolderbach, Stockheimer Straße 14 LageFlur: 1, Flurstück: 107                                                        |               |         | 3158 DDB   |

## Gelnhaar
| Bild            | Bezeichnung                | Lage                                                     | Beschreibung       | Bauzeit | Objekt-Nr. |
| --------------- | -------------------------- | -------------------------------------------------------- | ------------------ | ------- | ---------- |
| Bild gesucht BW |                            | Gelnhaar, Hanauer Straße 16 LageFlur: 6, Flurstück: 313  |                    |         | 3159 DDB   |
| Bild gesucht BW | Kriegerdenkmal             | Gelnhaar, Hellergasse LageFlur: 6, Flurstück: 51         |                    | 1927    | 204118 DDB |
|                 |                            | Gelnhaar, Kirchgasse 1 LageFlur: 6, Flurstück: 290/1     |                    |         | 3160 DDB   |
| weitere Bilder  | Michaeliskirche (Gelnhaar) | Gelnhaar, Kirchgasse 2 LageFlur: 6, Flurstück: 277       | Evang. Pfarrkirche |         | 3161 DDB   |
| Bild gesucht BW |                            | Gelnhaar, Weningser Straße 5 LageFlur: 6, Flurstück: 202 |                    |         | 3162 DDB   |

## Konradsdorf
| Bild            | Bezeichnung                           | Lage                                                           | Beschreibung | Bauzeit | Objekt-Nr. |
| --------------- | ------------------------------------- | -------------------------------------------------------------- | ------------ | ------- | ---------- |
| weitere Bilder  | Gesamtanlage                          | Konradsdorf, Gesamtanlage Konradsdorf Lage                     |              |         | 3163 DDB   |
| weitere Bilder  | Kirche                                | Konradsdorf, Am Kloster 1 LageFlur: 8, Flurstück: 5/3          |              |         | 3164 DDB   |
| 'Nonnenhaus'    | 'Nonnenhaus'                          | Konradsdorf, Am Kloster 1 LageFlur: 8, Flurstück: 5/3          |              |         | 3165 DDB   |
| Bild gesucht BW | Sommersitz des Großherzogs von Hessen | Konradsdorf, Am Kloster 3/5 LageFlur: 8, Flurstück: 11/3, 11/4 |              |         | 3166 DDB   |

## Lißberg
| Bild                                    | Bezeichnung                | Lage                                                                     | Beschreibung                                                                                          | Bauzeit | Objekt-Nr. |
| --------------------------------------- | -------------------------- | ------------------------------------------------------------------------ | --- | ------- | ---------- |
| Direkt Bild zu diesem Denkmal hochladen | Gesamtanlage               | Lißberg, Gesamtanlage Lißberg                                            | |         | 3167 DDB   |
| Direkt Bild zu diesem Denkmal hochladen | Ausspannhof                | Lißberg, Breitenhaide Flur: 8, Flurstück: 12                             | |         | 3178 DDB   |
| weitere Bilder                          | Ruine der Schafskirche     | Lißberg, Im Schafskirchenfeld LageFlur: 3, Flurstück: 134/2              | |         | 204119 DDB |
| Bild gesucht BW                         |                            | Lißberg, Kleine Mühlgasse 18 LageFlur: 1, Flurstück: 69                  | |         | 3169 DDB   |
| Bild gesucht BW                         |                            | Lißberg, Mühlgasse 11 LageFlur: 1, Flurstück: 91                         | |         | 3170 DDB   |
| Bild gesucht BW                         |                            | Lißberg, Schloßgasse 4 LageFlur: 1, Flurstück: 51                        | |         | 3171 DDB   |
| Bild gesucht BW                         |                            | Lißberg, Schloßgasse 6/8 LageFlur: 1, Flurstück: 291, 49, 50             | |         | 3172 DDB   |
| Bild gesucht BW                         |                            | Lißberg, Schloßgasse 11 LageFlur: 1, Flurstück: 7, 9                     | |         | 3174 DDB   |
| Bild gesucht BW                         |                            | Lißberg, Schloßgasse 14 LageFlur: 1, Flurstück: 83                       | |         | 3175 DDB   |
| Bild gesucht BW                         | Evangelische Kirche        | Lißberg, Schloßgasse 17 LageFlur: 1, Flurstück: 1                        | |         | 3176 DDB   |
| weitere Bilder                          | Burg                       | Lißberg, Schloßgasse 19/21 LageFlur: 1, Flurstück: 110                   | Ruinöse Anlage mit großem Zwinger und Vorburg; guterhaltener Bergfried; erbaut ab dem 12. Jahrhundert |         | 3168 DDB   |
| Bild gesucht BW                         |                            | Lißberg, Vogelsbergstraße 2A LageFlur: 1, Flurstück: 12                  | |         | 3173 DDB   |
| Bild gesucht BW                         |                            | Lißberg, Vogelsbergstraße 6 LageFlur: 1, Flurstück: 4                    | |         | 3177 DDB   |
| Sachgesamteinheit Neumühle              | Sachgesamteinheit Neumühle | Lißberg, Mühlgraben Vogelsbergstraße 70 LageFlur: 2, Flurstück: 149, 267 | Wassermühle aus dem Jahr 1722                                                                         |         | 404235 DDB |

## Ortenberg
| Bild                                    | Bezeichnung                         | Lage | Beschreibung                       | Bauzeit | Objekt-Nr. |
| --------------------------------------- | ----------------------------------- | --- | ---------------------------------- | ------- | ---------- |
| Bild gesucht BW                         | Gesamtanlage                        | Ortenberg, Gesamtanlage Altstadt Lage |                                    |         | 3044 DDB   |
| Bild gesucht BW                         | Ehemaliges Gasthaus Zur alten Post  | Ortenberg, Alte Marktstraße 7 LageFlur: 1, Flurstück: 37/2 |                                    |         | 3050 DDB   |
| Bild gesucht BW                         |                                     | Ortenberg, Alte Marktstraße 8 LageFlur: 1, Flurstück: 163 |                                    |         | 3051 DDB   |
| Bild gesucht BW                         |                                     | Ortenberg, Alte Marktstraße 11 LageFlur: 1, Flurstück: 109/1 |                                    |         | 3052 DDB   |
| Bild gesucht BW                         |                                     | Ortenberg, Alte Marktstraße 13 LageFlur: 1, Flurstück: 108/2 |                                    |         | 3053 DDB   |
| Bild gesucht BW                         |                                     | Ortenberg, Alte Marktstraße 15 LageFlur: 1, Flurstück: 106 |                                    |         | 3054 DDB   |
| Bild gesucht BW                         |                                     | Ortenberg, Alte Marktstraße 24 LageFlur: 1, Flurstück: 122 |                                    |         | 3055 DDB   |
| Bild gesucht BW                         |                                     | Ortenberg, Alte Marktstraße 26 LageFlur: 1, Flurstück: 123/1 |                                    |         | 3056 DDB   |
|                                         |                                     | Ortenberg, Alter Markt 4 LageFlur: 1, Flurstück: 76/1 |                                    |         | 3061 DDB   |
|                                         |                                     | Ortenberg, Alter Markt 6 LageFlur: 1, Flurstück: 77/1 |                                    |         | 3062 DDB   |
| Bild gesucht BW                         | Jüdischer Friedhof                  | Ortenberg, Am Bahnhof LageFlur: 5, Flurstück: 20/1 |                                    |         | 404435 DDB |
| Bild gesucht BW                         | Mühlgrabenbrücke                    | Ortenberg, Am Mühltor LageFlur: 1, Flurstück: 310/1 |                                    |         | 3069 DDB   |
| Ehemalige Mühle                         | Ehemalige Mühle                     | Ortenberg, Am Mühltor 2 LageFlur: 1, Flurstück: 192/4 |                                    |         | 3045 DDB   |
| Bild gesucht BW                         | Ehemalige Mikwe                     | Ortenberg, Am Mühltor 6 LageFlur: 1, Flurstück: 196/1 |                                    |         | 780601 DDB |
| Bild gesucht BW                         | Alte Papiermühle                    | Ortenberg, Am Mühltor 8 LageFlur: 1, Flurstück: 203 |                                    |         | 3046 DDB   |
| Bild gesucht BW                         |                                     | Ortenberg, Am Schloßberg 3 LageFlur: 1, Flurstück: 244/1 |                                    |         | 3047 DDB   |
| Bild gesucht BW                         |                                     | Ortenberg, Burgstraße 20 LageFlur: 1, Flurstück: 242 |                                    |         | 3048 DDB   |
|                                         |                                     | Ortenberg, Burgstraße 25 LageFlur: 1, Flurstück: 232 |                                    |         | 3049 DDB   |
| Direkt Bild zu diesem Denkmal hochladen | Befestigung                         | Ortenberg, Der Schlossberg, Am Mühltor 1/2, Burgstraße 4/6/10, Kasinostraße 13, Lauterbacher Straße 1, Philipp-Glenz-Straße 6, Schlossplatz 13/15, Turmstraße 7, Untergasse 2/20 Flur: 1, Flurstück: 167, 169, 173/1, 178, 183, 184, 192/4, 204, 205/4, 206/1, 207, 211, 213/2, 258, 260, 264, 265, 40, 54, 55, 56/1, 57 |                                    |         | 3095 DDB   |
| Bild gesucht BW                         | Ehemaliger Bahnhof                  | Ortenberg, In den St. Wendelsgärten 1 LageFlur: 5, Flurstück: 179/6 |                                    |         | 204120 DDB |
| Bild gesucht BW                         | Marstall                            | Ortenberg, Kasinostraße 11 LageFlur: 1, Flurstück: 53/2 |                                    |         | 3057 DDB   |
| Alte Gefängnisanlage                    | Alte Gefängnisanlage                | Ortenberg, Kasinostraße 19 LageFlur: 1, Flurstück: 59 |                                    |         | 3058 DDB   |
|                                         |                                     | Ortenberg, Kasinostraße 21 LageFlur: 1, Flurstück: 60 |                                    |         | 3059 DDB   |
| weitere Bilder                          | Obertor mit Resten der Stadtmauer   | Ortenberg, Kasinostraße 23 LageFlur: 1, Flurstück: 259 | Torturm aus dem 13. Jahrhundert    |         | 3096 DDB   |
| Bild gesucht BW                         | Altes Postamt/Rathaus               | Ortenberg, Lauterbacher Straße 2 LageFlur: 4, Flurstück: 104 |                                    |         | 782767 DDB |
|                                         |                                     | Ortenberg, Marien-Kirchgasse 1 LageFlur: 1, Flurstück: 73 |                                    |         | 3060 DDB   |
|                                         |                                     | Ortenberg, Mittelstraße 5 LageFlur: 1, Flurstück: 160 |                                    |         | 3063 DDB   |
|                                         |                                     | Ortenberg, Mittelstraße 7 LageFlur: 1, Flurstück: 115 |                                    |         | 3064 DDB   |
|                                         |                                     | Ortenberg, Mittelstraße 8 LageFlur: 1, Flurstück: 153 |                                    |         | 3065 DDB   |
| Bild gesucht BW                         |                                     | Ortenberg, Mittelstraße 10 LageFlur: 1, Flurstück: 151 |                                    |         | 3066 DDB   |
| Bild gesucht BW                         | Mühlgrabenbrücke                    | Ortenberg, Mühlgraben (bei Schlossberg) LageFlur: 1, Flurstück: 345 |                                    |         | 603067 DDB |
| Bild gesucht BW                         | Mühlgrabensteg                      | Ortenberg, Mühlgraben (hinter Burgstraße 8a) LageFlur: 1, Flurstück: 345 |                                    |         | 3068 DDB   |
| Bild gesucht BW                         | Nidderbrücke                        | Ortenberg, Nidder (bei Am Mühltor 9) LageFlur: 6, Flurstück: 283/1 |                                    |         | 3070 DDB   |
| Bild gesucht BW                         |                                     | Ortenberg, Schloßplatz 1 LageFlur: 1, Flurstück: 90 |                                    |         | 3077 DDB   |
| Bild gesucht BW                         |                                     | Ortenberg, Schloßplatz 3 LageFlur: 1, Flurstück: 89/3 |                                    |         | 3071 DDB   |
| weitere Bilder                          | Evangelische Stadtkirche            | Ortenberg, Schloßplatz 4 LageFlur: 1, Flurstück: 63/1 |                                    |         | 3076 DDB   |
| Bild gesucht BW                         |                                     | Ortenberg, Schloßplatz 5 LageFlur: 1, Flurstück: 253/6 |                                    |         | 3072 DDB   |
|                                         |                                     | Ortenberg, Schloßplatz 9 LageFlur: 1, Flurstück: 256 |                                    |         | 3073 DDB   |
| weitere Bilder                          | Schloss                             | Ortenberg, Schloßplatz 11 LageFlur: 1, Flurstück: 257 |                                    |         | 3074 DDB   |
| Fürstlich Stolberg'sches Rentamt        | Fürstlich Stolberg'sches Rentamt    | Ortenberg, Schloßplatz 13 LageFlur: 1, Flurstück: 258 |                                    | 1790    | 3075 DDB   |
|                                         |                                     | Ortenberg, Schloßstraße 1 LageFlur: 1, Flurstück: 98 |                                    |         | 3078 DDB   |
|                                         |                                     | Ortenberg, Schloßstraße 3 LageFlur: 1, Flurstück: 97 |                                    |         | 3079 DDB   |
|                                         |                                     | Ortenberg, Schloßstraße 5 LageFlur: 1, Flurstück: 96 |                                    |         | 3080 DDB   |
| Bild gesucht BW                         |                                     | Ortenberg, Schloßstraße 11 LageFlur: 1, Flurstück: 92 |                                    |         | 3081 DDB   |
| weitere Bilder                          | Ehemaliges Rathaus                  | Ortenberg, Steingasse 1 LageFlur: 1, Flurstück: 235 | Fachwerkgebäude, um 1500 errichtet |         | 3082 DDB   |
|                                         |                                     | Ortenberg, Steingasse 3 LageFlur: 1, Flurstück: 233 |                                    |         | 3083 DDB   |
|                                         |                                     | Ortenberg, Steingasse 4 LageFlur: 1, Flurstück: 130 |                                    |         | 3084 DDB   |
| Bild gesucht BW                         |                                     | Ortenberg, Steingasse 6 LageFlur: 1, Flurstück: 142/2 |                                    |         | 3085 DDB   |
|                                         |                                     | Ortenberg, Steingasse 9 LageFlur: 1, Flurstück: 227 |                                    |         | 3086 DDB   |
| Bild gesucht BW                         | Stadtbrunnen bei der Schelmenpforte | Ortenberg, Untergasse LageFlur: 1, Flurstück: 312/1 |                                    |         | 3087 DDB   |
| Bild gesucht BW                         |                                     | Ortenberg, Untergasse 2 LageFlur: 1, Flurstück: 166 |                                    |         | 3088 DDB   |
|                                         |                                     | Ortenberg, Untergasse 11 LageFlur: 1, Flurstück: 143/1 |                                    |         | 3089 DDB   |
| Bild gesucht BW                         |                                     | Ortenberg, Untergasse 16 LageFlur: 1, Flurstück: 180 |                                    |         | 3090 DDB   |
| Bild gesucht BW                         |                                     | Ortenberg, Untergasse 24 LageFlur: 1, Flurstück: 186/1 |                                    |         | 3091 DDB   |
| Bild gesucht BW                         |                                     | Ortenberg, Untergasse 26 LageFlur: 1, Flurstück: 187/2 |                                    |         | 3092 DDB   |
| Bild gesucht BW                         |                                     | Ortenberg, Untergasse 30 LageFlur: 1, Flurstück: 189 |                                    |         | 3093 DDB   |
| Bild gesucht BW                         | Ehemalige Mühle                     | Ortenberg, Wilhelm-Leuschner-Straße 39/39A LageFlur: 5, Flurstück: 2/16, 3/4 |                                    |         | 3094 DDB   |

## Selters
| Bild                                    | Bezeichnung                | Lage | Beschreibung             | Bauzeit | Objekt-Nr. |
| --------------------------------------- | -------------------------- | --- | ------------------------ | ------- | ---------- |
| Direkt Bild zu diesem Denkmal hochladen | Gesamtanlage               | Selters, Gesamtanlage Selters                                                                                  |                          |         | 3180 DDB   |
| Direkt Bild zu diesem Denkmal hochladen | Sachgesamteinheit Neumühle | Selters, Sprudelstraße 34/35, Mühlgraben Nidder Flur: 2, 3, 4, Flurstück: 198, 199, 200, 201, 1/2, 188, 2, 235 |                          |         | 3181 DDB   |
| Am Berg                                 | Am Berg                    | Selters, Am Berg 5 LageFlur: 1, Flurstück: 114, 116/1, 117, 118                                                | Evangelische Pfarrkirche |         | 3182 DDB   |
| Bild gesucht BW                         |                            | Selters, Hauptstraße 24 LageFlur: 1, Flurstück: 139/1                                                          |                          |         | 3183 DDB   |
| Bild gesucht BW                         |                            | Selters, Hauptstraße 25 LageFlur: 1, Flurstück: 126/1                                                          |                          |         | 3184 DDB   |
| Bild gesucht BW                         |                            | Selters, Hauptstraße 27 LageFlur: 1, Flurstück: 124                                                            |                          |         | 3185 DDB   |
| Bild gesucht BW                         |                            | Selters, Hauptstraße 30 LageFlur: 1, Flurstück: 142/3                                                          |                          |         | 3186 DDB   |
| Bild gesucht BW                         | Pfarrhof                   | Selters, Hauptstraße 32 LageFlur: 1, Flurstück: 143/2                                                          | Ehemaliger Pfarrhof      | 1614    | 3187 DDB   |
| Bild gesucht BW                         |                            | Selters, Hauptstraße 36/38 LageFlur: 1, Flurstück: 146/2, 146/3                                                |                          |         | 3188 DDB   |
| Bild gesucht BW                         |                            | Selters, Hauptstraße 43 LageFlur: 1, Flurstück: 87                                                             |                          |         | 3189 DDB   |
| Bild gesucht BW                         |                            | Selters, Hauptstraße 50 LageFlur: 1, Flurstück: 162/1                                                          |                          |         | 3190 DDB   |
| Bild gesucht BW                         | Schmiede                   | Selters, Hauptstraße 52 LageFlur: 1, Flurstück: 164                                                            |                          |         | 3191 DDB   |
| Bild gesucht BW                         | Ehemalige Schule           | Selters, Hauptstraße 53 LageFlur: 1, Flurstück: 78/2                                                           |                          |         | 3192 DDB   |
| Bild gesucht BW                         |                            | Selters, Hauptstraße 54 LageFlur: 1, Flurstück: 165                                                            |                          |         | 3193 DDB   |
| Bild gesucht BW                         |                            | Selters, Hauptstraße 64 LageFlur: 1, Flurstück: 171/1                                                          |                          |         | 3194 DDB   |
| Bild gesucht BW                         |                            | Selters, Hauptstraße 68 LageFlur: 1, Flurstück: 175                                                            |                          |         | 3195 DDB   |
| Bild gesucht BW                         |                            | Selters, Sprudelstraße 2 LageFlur: 1, Flurstück: 152                                                           |                          |         | 3197 DDB   |
| Bild gesucht BW                         | Kurhaus                    | Selters, Sprudelstraße 21 LageFlur: 1, Flurstück: 189/3                                                        |                          |         | 3196 DDB   |

## Usenborn
| Bild            | Bezeichnung                      | Lage                                                                     | Beschreibung                                           | Bauzeit | Objekt-Nr. |
| --------------- | -------------------------------- | ------------------------------------------------------------------------ | ------------------------------------------------------ | ------- | ---------- |
| Bild gesucht BW | Gesamtanlage                     | Usenborn, Gesamtanlage Usenborn Lage                                     |                                                        |         | 603198 DDB |
| weitere Bilder  | Evang. Pfarrkirche               | Usenborn, Am Lindenrain 1, Totenweg LageFlur: 1, 2, Flurstück: 112, 27/1 | Einfacher Saalbau mit Dachhaubenreiter, erbaut 1706–08 |         | 3201 DDB   |
| Backhaus        | Backhaus                         | Usenborn, Brunnenstraße LageFlur: 1, Flurstück: 49                       |                                                        |         | 3199 DDB   |
| Bild gesucht BW |                                  | Usenborn, Brunnenstraße 11 LageFlur: 1, Flurstück: 31                    |                                                        |         | 3200 DDB   |
| Bild gesucht BW | Sachgesamteinheit Hof Luisenlust | Usenborn, Luisenlust LageFlur: 5, Flurstück: 5                           |                                                        |         | 3206 DDB   |
| Bild gesucht BW |                                  | Usenborn, Stolberger Straße 39 LageFlur: 1, Flurstück: 52                |                                                        |         | 3202 DDB   |
| Bild gesucht BW |                                  | Usenborn, Stolberger Straße 41 LageFlur: 2, Flurstück: 152/2             |                                                        |         | 3203 DDB   |
| Bild gesucht BW |                                  | Usenborn, Totenweg 1 LageFlur: 2, Flurstück: 180                         |                                                        |         | 3204 DDB   |
| Bild gesucht BW |                                  | Usenborn, Totenweg 9 LageFlur: 2, Flurstück: 114/2                       |                                                        |         | 3205 DDB   |

## Wippenbach
| Bild            | Bezeichnung          | Lage                                                      | Beschreibung | Bauzeit | Objekt-Nr. |
| --------------- | -------------------- | --------------------------------------------------------- | ------------ | ------- | ---------- |
| Bild gesucht BW | Gesamtanlage         | Wippenbach, Gesamtanlage Wippenbach Lage                  |              |         | 3207 DDB   |
| Bild gesucht BW | Alte Schule          | Wippenbach, Im Oberdorf 10 LageFlur: 1, Flurstück: 41/4   |              |         | 3208 DDB   |
| Bild gesucht BW |                      | Wippenbach, Im Oberdorf 19 LageFlur: 1, Flurstück: 38     |              |         | 3209 DDB   |
| Bild gesucht BW |                      | Wippenbach, Im Unterdorf 5 LageFlur: 1, Flurstück: 63/5   |              |         | 3210 DDB   |
| Bild gesucht BW | Backhaus und Brunnen | Wippenbach, Im Unterdorf 14 LageFlur: 1, Flurstück: 159/2 |              |         | 3211 DDB   |